# 69 Геркулеса
69 Геркулеса (лат. 69 Herculis), e Геркулеса (лат. e Herculis), HD 156729 — тройная звезда в созвездии Геркулеса на расстоянии (вычисленном из значения параллакса) приблизительно 175 световых лет (около 53,6 парсек) от Солнца. Возраст звезды определён как около 155 млн лет.

## Характеристики
Первый компонент (TYC 2604-1775-1) — белая звезда спектрального класса A1IV, или A2V, или A2. Видимая звёздная величина звезды — +4,65m. Масса — около 2,1 солнечных, радиус — около 5,739 солнечных, светимость — около 34,73 солнечных. Эффективная температура — около 9201 K.
Второй компонент — коричневый карлик. Масса — около 30,75 юпитерианских. Удалён в среднем на 1,325 а.е..
Третий компонент (TYC 2604-1775-2) — жёлтая звезда спектрального класса G. Видимая звёздная величина звезды — +8,31m. Масса — около 0,9 солнечной. Эффективная температура — около 5476 K. Удалён на 0,9 угловых секунд.